# 8110 Heath
8110 Heath eller 1995 DE2 är en asteroid i huvudbältet som upptäcktes den 27 februari 1995 av den japanska astronomen Takao Kobayashi vid Ōizumi-observatoriet. Den är uppkallad efter den brittiske astronomen Alan W. Heath.
Asteroiden har en diameter på ungefär 6 kilometer.